# George Bell (baseballista)
Jorge Antonio Bell Mathey (ur. 21 października 1959) – dominikański baseballista, który występował na pozycji lewozapolowego.
Bell w 1978 roku podpisał kontrakt jako wolny agent z Philadelphia Phillies i przez trzy sezony występował w klubach farmerskich tego zespołu, po czym w 1981 przeszedł do Toronto Blue Jays na mocy tak zwanego Rule 5 draft (draft, do którego przystępują zawodnicy, niemieszczący się w 40-osobowej kadrze zespołu). W Major League Baseball zadebiutował 9 kwietnia 1981 w meczu przeciwko Detroit Tigers jako pinch runner. W sezonie 1982 i 1983 występował w klubie farmerskim Blue Jays Syracuse Chiefs.
W 1987 zwyciężył w American League w klasyfikacji pod względem zaliczonych RBI (134), poza tym miał drugi w lidze slugging percentage (0,605), zdobył 47 home runów (2. wynik w lidze) oraz 111 runów (2. wynik w lidze) i został wybrany najbardziej wartościowym zawodnikiem. W tym samym roku wystąpił także po raz pierwszy w Meczu Gwiazd.
Występował jeszcze w Chicago Cubs i Chicago White Sox. Karierę zakończył w 1993 roku.
| Nagroda/wyróżnienie     | Lata             | Źródło |
| MVP American League     | 1987             | [ 6 ]  |
| 3× All-Star             | 1987, 1990, 1991 | [ 3 ]  |
| 3× Silver Slugger Award | 1985, 1986, 1987 | [ 7 ]  |

## Statystyki
Sezon zasadniczy
| Sezon              | Klub                                                                               | G                                                                                  | PA                                                                                 | AB                                                                                 | R                                                                                  | H                                                                                  | 2B                                                                                 | 3B                                                                                 | HR                                                                                 | RBI                                                                                | SB                                                                                 | CS                                                                                 | BB                                                                                 | SO                                                                                 | BA                                                                                 | OBP                                                                                | SLG                                                                                | OPS                                                                                |
| ------------------ | ---------------------------------------------------------------------------------- | ---------------------------------------------------------------------------------- | ---------------------------------------------------------------------------------- | ---------------------------------------------------------------------------------- | ---------------------------------------------------------------------------------- | ---------------------------------------------------------------------------------- | ---------------------------------------------------------------------------------- | ---------------------------------------------------------------------------------- | ---------------------------------------------------------------------------------- | ---------------------------------------------------------------------------------- | ---------------------------------------------------------------------------------- | ---------------------------------------------------------------------------------- | ---------------------------------------------------------------------------------- | ---------------------------------------------------------------------------------- | ---------------------------------------------------------------------------------- | ---------------------------------------------------------------------------------- | ---------------------------------------------------------------------------------- | ---------------------------------------------------------------------------------- |
| 1981               | TOR                                                                                | 60                                                                                 | 168                                                                                | 163                                                                                | 19                                                                                 | 38                                                                                 | 2                                                                                  | 1                                                                                  | 5                                                                                  | 12                                                                                 | 3                                                                                  | 2                                                                                  | 5                                                                                  | 27                                                                                 | 0,233                                                                              | 0,256                                                                              | 0,350                                                                              | 0,606                                                                              |
| 1982               | zawodnik przez cały sezon występował w klubie farmerskim Blue Jays Syracuse Chiefs | zawodnik przez cały sezon występował w klubie farmerskim Blue Jays Syracuse Chiefs | zawodnik przez cały sezon występował w klubie farmerskim Blue Jays Syracuse Chiefs | zawodnik przez cały sezon występował w klubie farmerskim Blue Jays Syracuse Chiefs | zawodnik przez cały sezon występował w klubie farmerskim Blue Jays Syracuse Chiefs | zawodnik przez cały sezon występował w klubie farmerskim Blue Jays Syracuse Chiefs | zawodnik przez cały sezon występował w klubie farmerskim Blue Jays Syracuse Chiefs | zawodnik przez cały sezon występował w klubie farmerskim Blue Jays Syracuse Chiefs | zawodnik przez cały sezon występował w klubie farmerskim Blue Jays Syracuse Chiefs | zawodnik przez cały sezon występował w klubie farmerskim Blue Jays Syracuse Chiefs | zawodnik przez cały sezon występował w klubie farmerskim Blue Jays Syracuse Chiefs | zawodnik przez cały sezon występował w klubie farmerskim Blue Jays Syracuse Chiefs | zawodnik przez cały sezon występował w klubie farmerskim Blue Jays Syracuse Chiefs | zawodnik przez cały sezon występował w klubie farmerskim Blue Jays Syracuse Chiefs | zawodnik przez cały sezon występował w klubie farmerskim Blue Jays Syracuse Chiefs | zawodnik przez cały sezon występował w klubie farmerskim Blue Jays Syracuse Chiefs | zawodnik przez cały sezon występował w klubie farmerskim Blue Jays Syracuse Chiefs | zawodnik przez cały sezon występował w klubie farmerskim Blue Jays Syracuse Chiefs |
| 1983               | TOR                                                                                | 39                                                                                 | 118                                                                                | 112                                                                                | 5                                                                                  | 30                                                                                 | 5                                                                                  | 4                                                                                  | 2                                                                                  | 17                                                                                 | 1                                                                                  | 1                                                                                  | 4                                                                                  | 17                                                                                 | 0,268                                                                              | 0,305                                                                              | 0,438                                                                              | 0,743                                                                              |
| 1984               | TOR                                                                                | 159                                                                                | 643                                                                                | 606                                                                                | 85                                                                                 | 177                                                                                | 39                                                                                 | 4                                                                                  | 26                                                                                 | 87                                                                                 | 11                                                                                 | 2                                                                                  | 24                                                                                 | 86                                                                                 | 0,292                                                                              | 0,326                                                                              | 0,498                                                                              | 0,824                                                                              |
| 1985               | TOR                                                                                | 157                                                                                | 667                                                                                | 607                                                                                | 87                                                                                 | 167                                                                                | 28                                                                                 | 6                                                                                  | 28                                                                                 | 95                                                                                 | 21                                                                                 | 6                                                                                  | 43                                                                                 | 90                                                                                 | 0,275                                                                              | 0,327                                                                              | 0,479                                                                              | 0,807                                                                              |
| 1986               | TOR                                                                                | 159                                                                                | 690                                                                                | 641                                                                                | 101                                                                                | 198                                                                                | 38                                                                                 | 6                                                                                  | 31                                                                                 | 108                                                                                | 7                                                                                  | 8                                                                                  | 41                                                                                 | 62                                                                                 | 0,309                                                                              | 0,349                                                                              | 0,532                                                                              | 0,881                                                                              |
| 1987               | TOR                                                                                | 156                                                                                | 667                                                                                | 610                                                                                | 111                                                                                | 188                                                                                | 32                                                                                 | 4                                                                                  | 47                                                                                 | 134                                                                                | 5                                                                                  | 1                                                                                  | 39                                                                                 | 75                                                                                 | 0,308                                                                              | 0,352                                                                              | 0,805                                                                              | 0,957                                                                              |
| 1988               | TOR                                                                                | 156                                                                                | 658                                                                                | 614                                                                                | 78                                                                                 | 165                                                                                | 27                                                                                 | 5                                                                                  | 24                                                                                 | 97                                                                                 | 4                                                                                  | 2                                                                                  | 34                                                                                 | 66                                                                                 | 0,269                                                                              | 0,304                                                                              | 0,446                                                                              | 0,751                                                                              |
| 1989               | TOR                                                                                | 153                                                                                | 664                                                                                | 614                                                                                | 88                                                                                 | 182                                                                                | 41                                                                                 | 2                                                                                  | 18                                                                                 | 104                                                                                | 4                                                                                  | 3                                                                                  | 33                                                                                 | 60                                                                                 | 0,297                                                                              | 0,330                                                                              | 0,458                                                                              | 0,778                                                                              |
| 1990               | TOR                                                                                | 142                                                                                | 608                                                                                | 562                                                                                | 67                                                                                 | 149                                                                                | 25                                                                                 | 0                                                                                  | 21                                                                                 | 86                                                                                 | 3                                                                                  | 2                                                                                  | 32                                                                                 | 80                                                                                 | 0,265                                                                              | 0,303                                                                              | 0,422                                                                              | 0,724                                                                              |
| 1991               | CHC                                                                                | 149                                                                                | 603                                                                                | 558                                                                                | 63                                                                                 | 159                                                                                | 27                                                                                 | 0                                                                                  | 25                                                                                 | 86                                                                                 | 2                                                                                  | 6                                                                                  | 32                                                                                 | 62                                                                                 | 0,285                                                                              | 0,323                                                                              | 0,468                                                                              | 0,791                                                                              |
| 1992               | CHW                                                                                | 155                                                                                | 670                                                                                | 627                                                                                | 74                                                                                 | 160                                                                                | 27                                                                                 | 0                                                                                  | 25                                                                                 | 112                                                                                | 5                                                                                  | 2                                                                                  | 31                                                                                 | 97                                                                                 | 0,255                                                                              | 0,294                                                                              | 0,418                                                                              | 0,712                                                                              |
| 1993               | CHW                                                                                | 102                                                                                | 436                                                                                | 410                                                                                | 36                                                                                 | 89                                                                                 | 17                                                                                 | 2                                                                                  | 13                                                                                 | 64                                                                                 | 1                                                                                  | 1                                                                                  | 13                                                                                 | 46                                                                                 | 0,217                                                                              | 0,243                                                                              | 0,363                                                                              | 0,607                                                                              |
| Łącznie w karierze | Łącznie w karierze                                                                 | 1578                                                                               | 6592                                                                               | 6123                                                                               | 814                                                                                | 1702                                                                               | 308                                                                                | 34                                                                                 | 265                                                                                | 1002                                                                               | 67                                                                                 | 36                                                                                 | 331                                                                                | 771                                                                                | 0,278                                                                              | 0,316                                                                              | 0,469                                                                              | 0,785                                                                              |

Postseason
| Sezon              | Klub               | S                  | P                  | Wynik              | G  | PA | AB | R | H  | 2B | 3B | HR | RBI | SB | CS | BB | SO | BA    | OBP   | SLG   | OPS   |
| ------------------ | ------------------ | ------------------ | ------------------ | ------------------ | -- | -- | -- | - | -- | -- | -- | -- | --- | -- | -- | -- | -- | ----- | ----- | ----- | ----- |
| 1985               | TOR                | ALCS               | KCR                | Przeg.             | 7  | 30 | 28 | 4 | 9  | 3  | 0  | 0  | 1   | 0  | 1  | 0  | 4  | 0,321 | 0,333 | 0,429 | 0,762 |
| 1989               | TOR                | ALCS               | OAK                | Przeg.             | 5  | 21 | 20 | 2 | 4  | 0  | 0  | 1  | 2   | 0  | 0  | 0  | 3  | 0,200 | 0,190 | 0,350 | 0,540 |
| Łącznie w karierze | Łącznie w karierze | Łącznie w karierze | Łącznie w karierze | Łącznie w karierze | 12 | 51 | 48 | 6 | 13 | 3  | 0  | 1  | 3   | 0  | 1  | 0  | 7  | 0,271 | 0,275 | 0,396 | 0,670 |